# Jarl Hemberg
Bengt Jarl Olof Hemberg, född 25 november 1935 i Bosarp, död 3 juni 1987, var en svensk teolog och professor vid Lunds universitet.
Hemberg var son till lektor Bengt Hemberg och ämnesläraren Ingeborg Thelander samt bror till operachefen Eskil Hemberg. Han blev teologie kandidat 1959, teologie licentiat 1963 och teologie doktor 1966 på avhandlingen Religion och metafysik, allt vid Uppsala universitet. Samma år utnämndes han till docent i etik med religionsfilosofi vid samma lärosäte. Åren 1969–1977 var han verksam som extra lektor i religionskunskap och från och med 1970 innehade han en forsknings- och informationstjänst vid Svenska kyrkans kulturinstitut i Sigtuna. Från 1977 var han knuten till Lunds universitet där han utnämndes till professor i etik.
Han var under två treårsperioder prefekt vid Lunds universitets teologiska institution.
Hemberg utgav bland annat Etiska problem (1970), som kom att bli en central text inom svensk etikundervisning, och Människan och Gud. En kristen teologi (tillsammans med Ragnar Holte och Anders Jeffner (1982).